# Belotić (Osečina)
Pour les articles homonymes, voir Belotić.
Belotić (en serbe cyrillique : Белотић) est un village de Serbie situé dans la municipalité d’Osečina, district de Kolubara. Au recensement de 2011, il comptait 538 habitants.

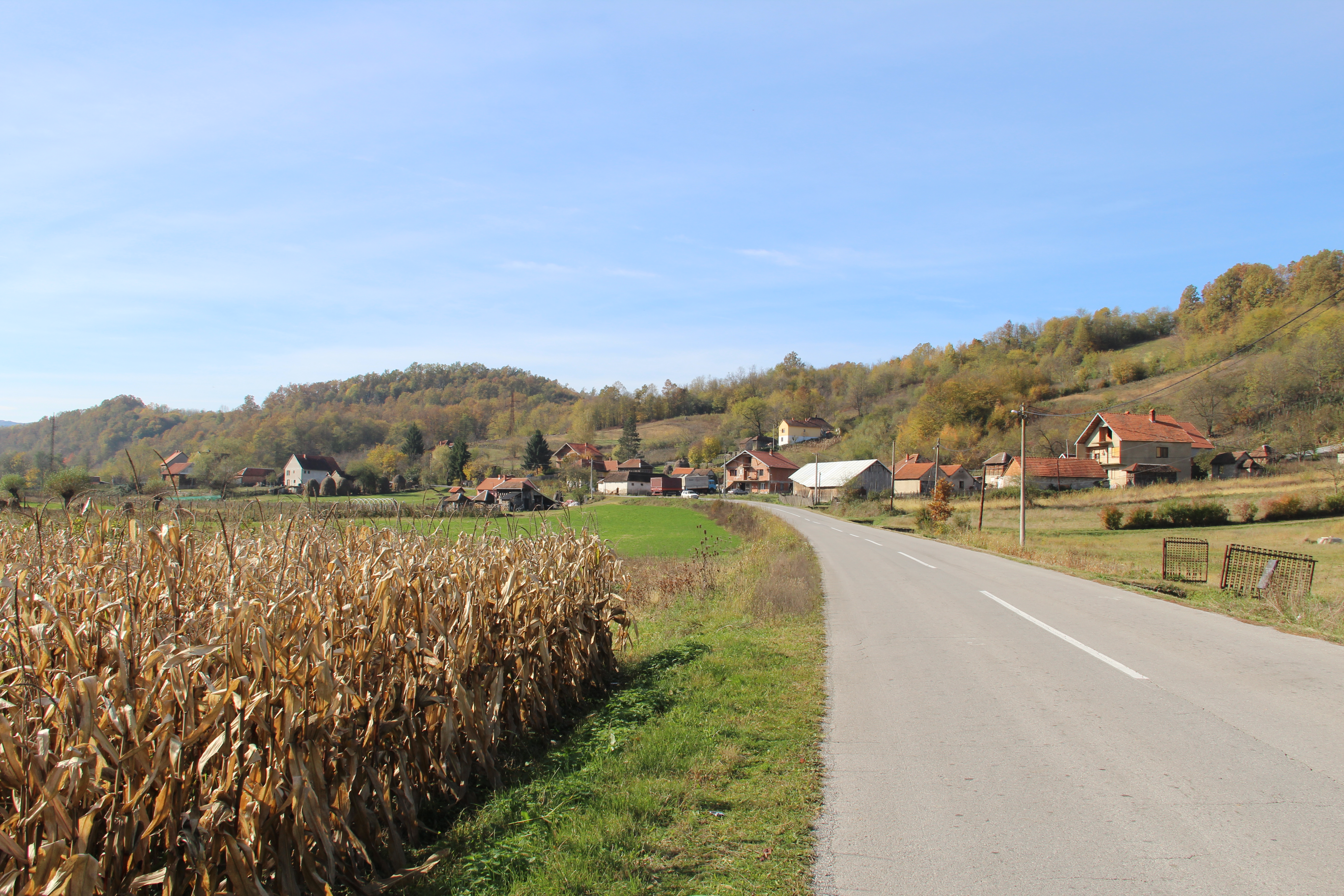
Belotić - panorama
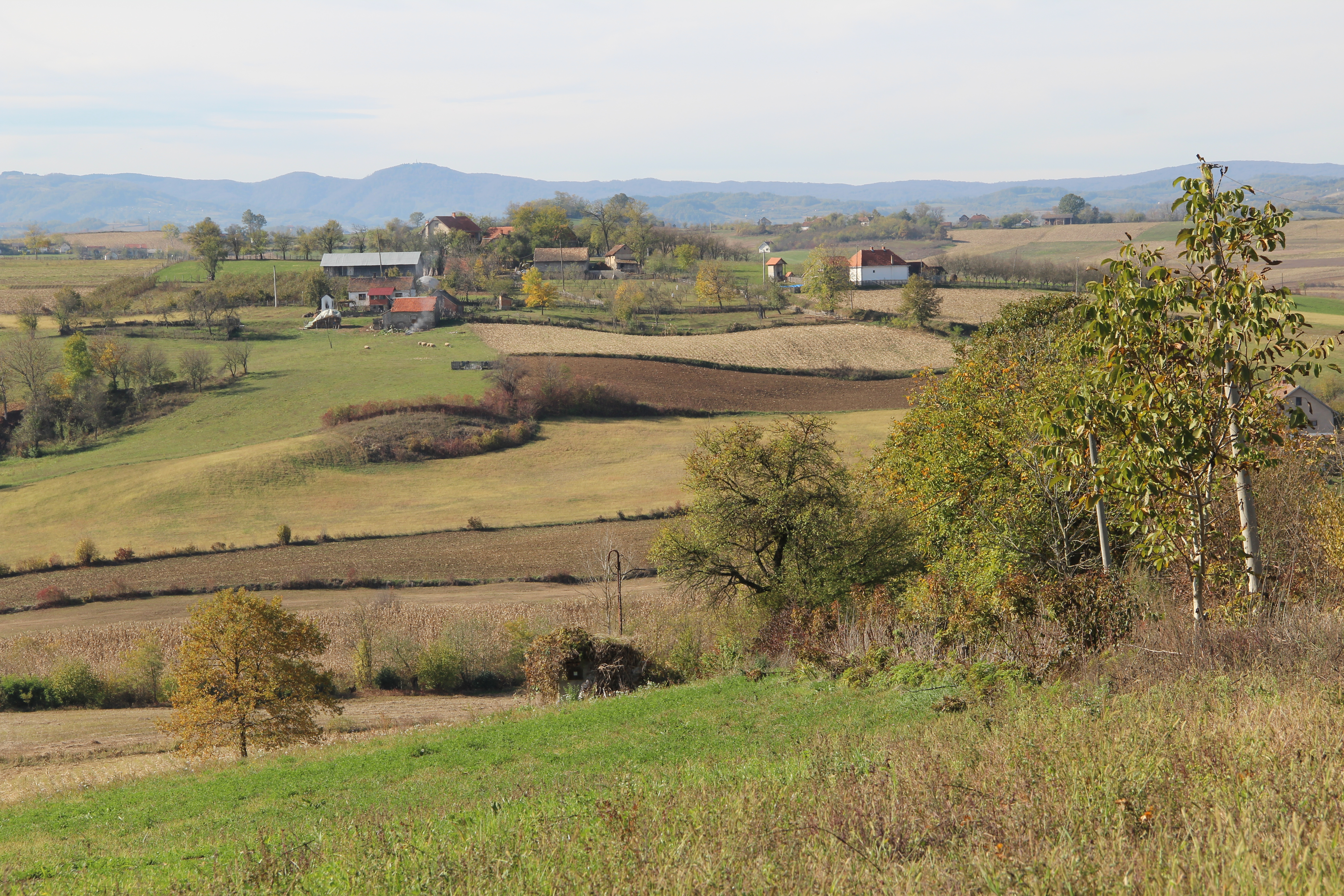
Belotić - panorama
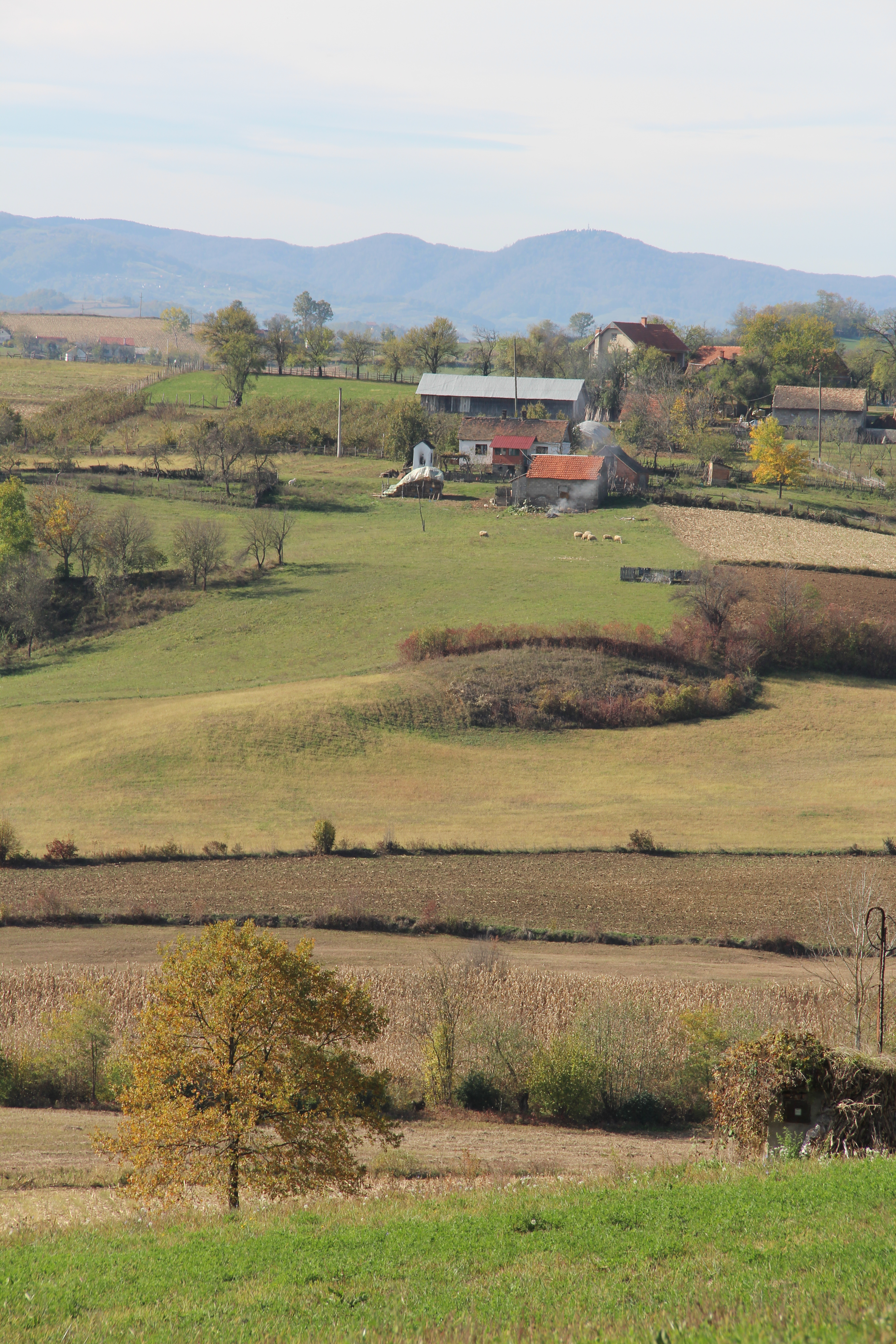
Belotić - panorama
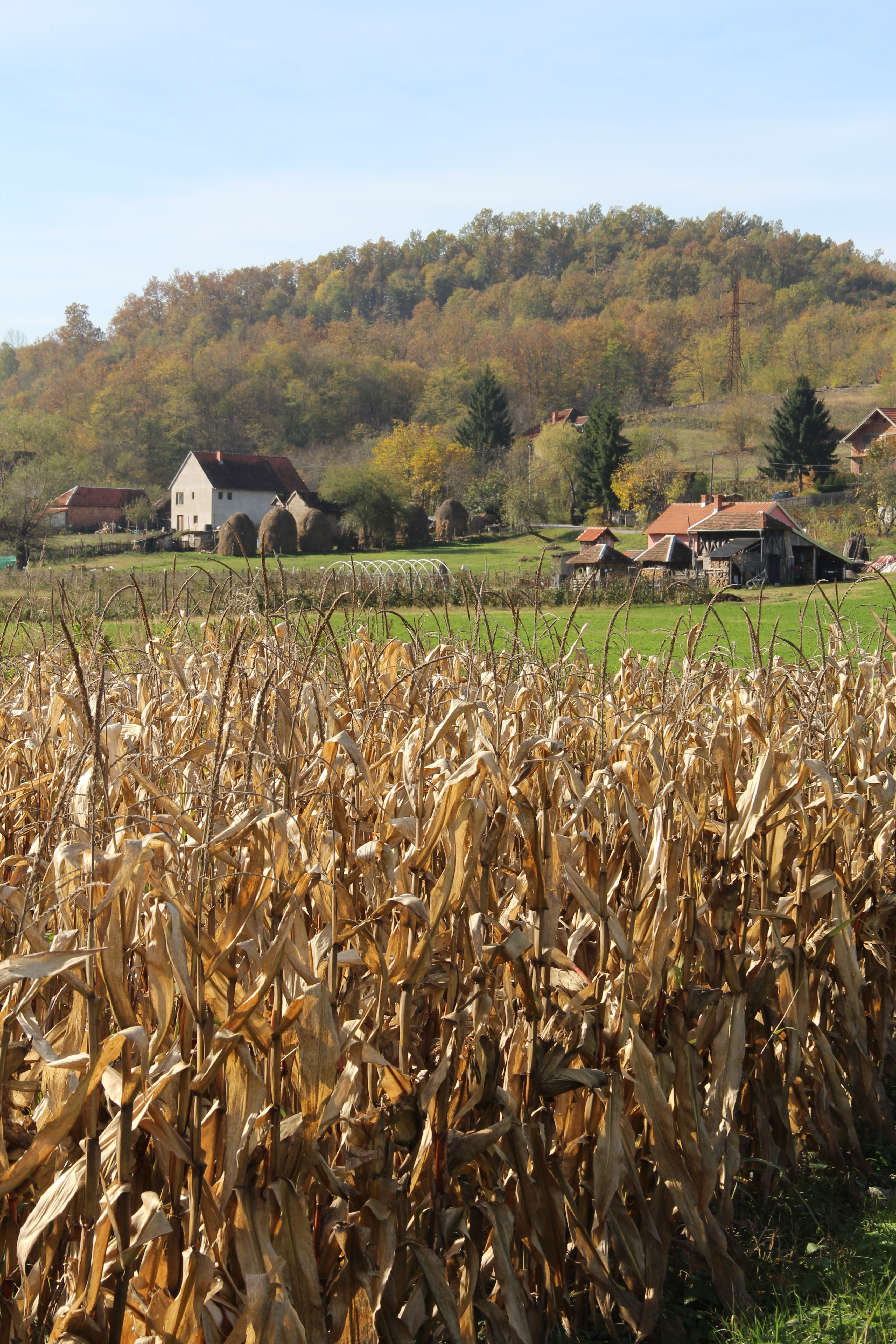
Belotić - panorama
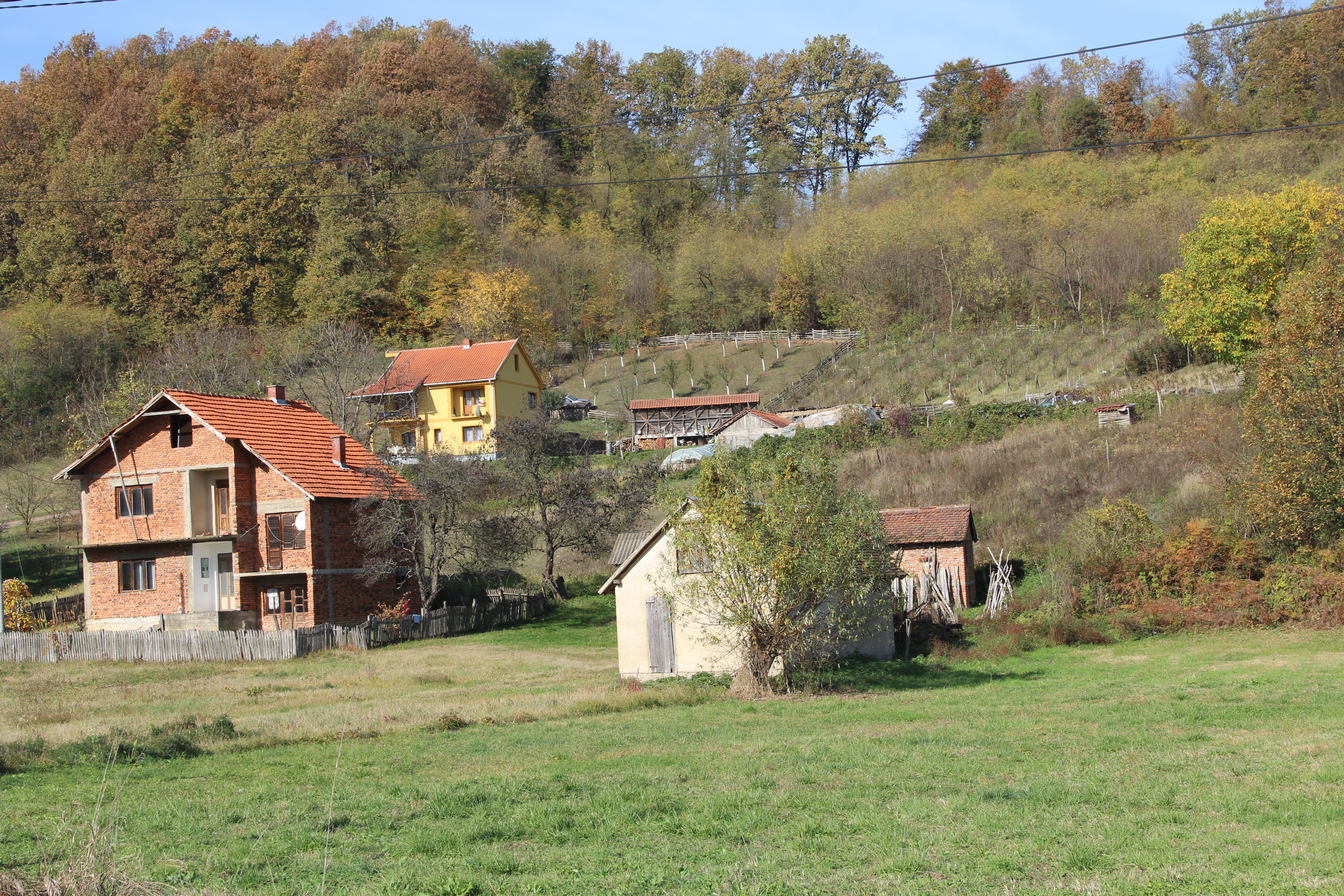
Belotić - panorama
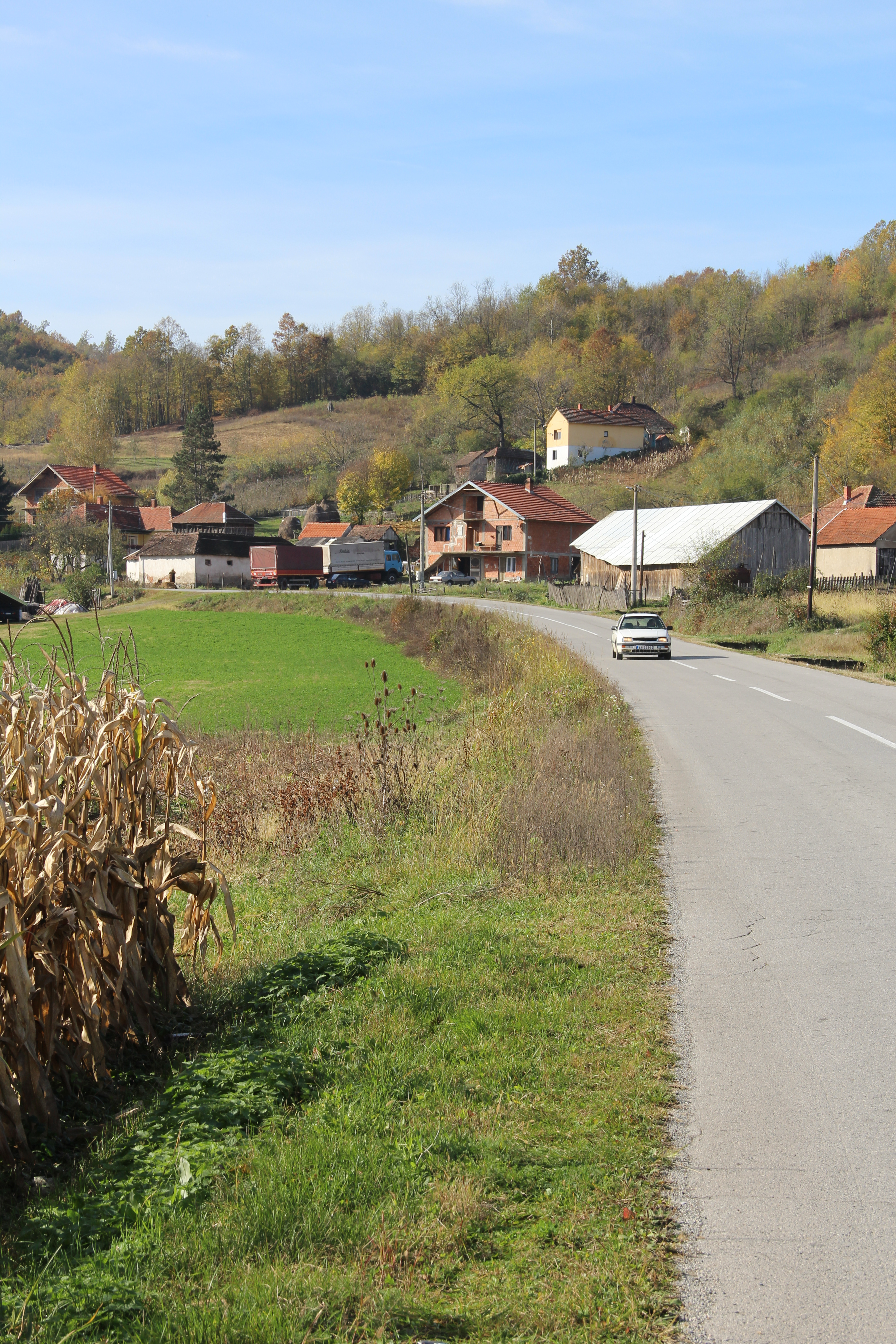
Belotić - panorama
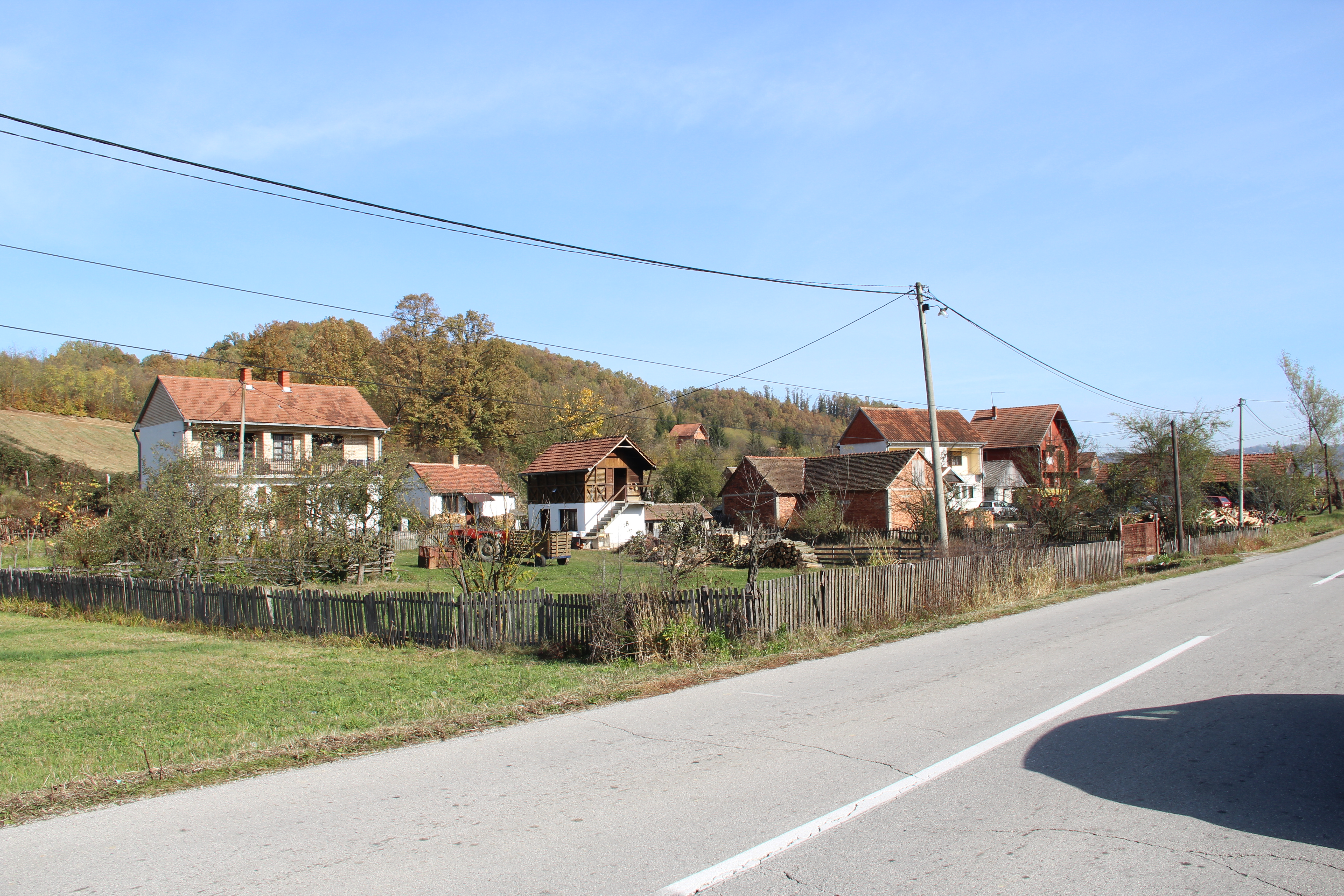
Belotić - panorama

## Démographie
| 1948  | 1953  | 1961  | 1971  | 1981 | 1991 | 2002 | 2011 |
| ----- | ----- | ----- | ----- | ---- | ---- | ---- | ---- |
| 1 175 | 1 187 | 1 108 | 1 047 | 916  | 745  | 654  | 538  |

|  |